# Pangjia, Gansu
Pangjia är en socken i nordvästra Kina. Den ligger i Dangchang härad i staden Longnan i provinsen Gansu, omkring 200 kilometer söder om provinshuvudstaden Lanzhou. Antalet invånare är 7 956. Befolkningen består av 3 868 kvinnor och 4 088 män. Barn under 15 år utgör 23,0 %, vuxna 15-64 år 69 %, och äldre över 65 år 7,0 %.